# Jacques Thomas Astesan
Jacques Thomas Astesan OP (* 11. Juli 1724 in Chambéry; † 11. Januar 1783 in Oristano) war ein savoyischer Dominikaner, Bischof und Erzbischof.

## Leben und Werk
Astesan war der Sohn eines hohen savoyischen Staatsbeamten. Er wurde Dominikaner und 1748 zum Priester geweiht. Von 1764 bis 1778 war er Bischof von Nizza. Als solcher pflegte er einen bescheidenen Lebenswandel, brachte aber aus drei Gründen die Bevölkerung gegen sich auf. Als Dominikaner lehnte er die Lehre von der Unbefleckten Empfängnis Mariens ab, vertrieb 1773 in schroffer Form die (vom Papst aufgehobenen) Jesuiten und wollte den Bau eines Theaters verhindern. Er wechselte auf den wenig begehrten Sitz des Erzbischofs von Oristano in Sardinien und starb dort 1783 im Alter von 58 Jahren.

## Werke
- Fr. Giacomo Francesco Astesan dell’ ordine de’ Predicatori per la grazia di Dio, e della sede apostolica vescovo di Nizza, e conte di Drappo, al venerabile clero, e diletto popolo salute, e pastoral benedizione. Nizza 1776.